# Leskovik
Leskovic este un oraș din Albania.
1. ↑  GeoNames